# Wilhelm Schönmann

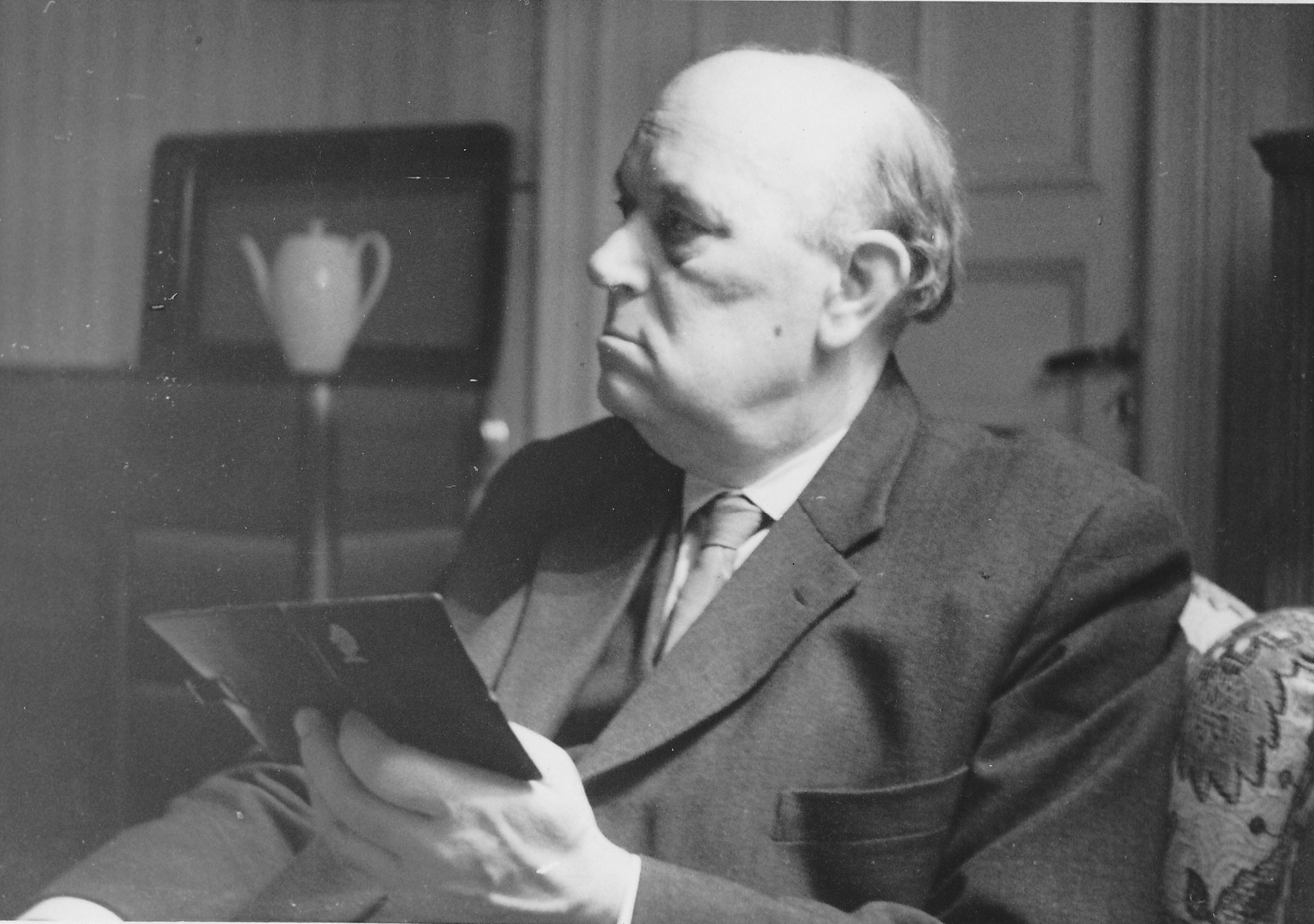
Wilhelm Schönmann, Ende 1957

Peter Heinrich Wilhelm Schönmann (* 7. April 1889 in Burgdorf; † 15. Mai 1970 in Hamburg) war ein deutscher Schachmeister.

## Turnierschach
Schönmann wurde 1910 in Hamburg 8.–9. im Hauptturnier B des DSB-Kongresses. 1913 teilte er Platz 2 in Hamburg. 1914 gewann er in Hamburg eine Simultanpartie gegen Emanuel Lasker und wurde 15. im Hauptturnier A des 19. DSB-Kongresses in Mannheim.
Im Hauptturnier des 20. DSB-Kongresses in Berlin 1920 wurde er hinter Friedrich Sämisch Zweiter. Im Kieler Turnier im selben Jahr war er Vierter. Im Hauptturnier C zum Kongreß des Deutschen Schachvereins 1926 in Wien belegte er mit Barth (Freiberg (Sachsen)) den geteilten 1. Platz. und erhielt den Österreichischen Meistertitel.
Ein Jahr später wurde er 6.–7. in Bremen und 10.–11. zum DSB-Kongress in Magdeburg. 1928 gewann er mit 10 aus 13 nach Stichkampf gegen Rodatz (+1 =2 −0) die Meisterschaft von Groß-Hamburg und das Turnier in Lübeck (Quadrangular). 1930 war er in Hamburg geteilter 1. und 1932 in Hamburg 2. und 8. in der 3. Deutschen Meisterschaft 1935 in Aachen.
Mit der deutschen Mannschaft nahm er an der inoffiziellen Schacholympiade 1926 und der Schacholympiade 1928 teil.

## Fernschach
In der Bundesmeisterschaft des damaligen Weltfernschachbundes IFSB (heute ICCF) von 1935 (galt als inoffizielle Europa-Fernschachmeisterschaft) belegte Schönmann gemeinsam mit F. Ekström (Schweden) hinter Paul Keres den 2. – 3. Platz.
Das Finale der 2. Fernschach-Mannschafts-Weltmeisterschaft spielte er an Brett 5 der deutschen Nationalmannschaft und belegte 1955 mit ihr Platz 3. Zwei Jahre später wurde er Ehrenmitglied im Bund deutscher Fernschachfreunde.
Im Dr. Dyckhoff-Gedenk-Turnier (1954–56) errang er in einer stark besetzten internationalen Gruppe der Meisterklasse den 2. Preis.

## Studienkomponist
Schönmann publizierte zu Beginn seiner Schachlaufbahn zwei Schachstudien.
|   | a | b | c | d | e | f | g | h |   |
| 8 |   |   |   |   |   |   |   |   | 8 |
| 7 |   |   |   |   |   |   |   |   | 7 |
| 6 |   |   |   |   |   |   |   |   | 6 |
| 5 |   |   |   |   |   |   |   |   | 5 |
| 4 |   |   |   |   |   |   |   |   | 4 |
| 3 |   |   |   |   |   |   |   |   | 3 |
| 2 |   |   |   |   |   |   |   |   | 2 |
| 1 |   |   |   |   |   |   |   |   | 1 |
|   | a | b | c | d | e | f | g | h |   |

Lösung:

1. Lh6–d2+! Ke1xd2

2. f7–f8D a2–a1D

3. Df8–f2+ Kd2–c1

4. Df2–e1+ Kc1–b2

5. De1–d2+ Kb2–b1

6. Kc4–b3 Schwarz wird matt

## Leben
Schönmann war bis März 1955 Schuldirektor an der Lutterothschule in Hamburg-Eimsbüttel.